# Chorges
Chorges település Franciaországban, Hautes-Alpes megyében. Lakosainak száma 3106 fő (2022. január 1.). Chorges Pontis, Ancelle, La Bâtie-Neuve, Espinasses, Montgardin, Prunières, Réallon, Rousset-Serre-Ponçon és Le Sauze-du-Lac községekkel határos.

## Népesség
A település népességének változása:
| Lakosok száma | 1173 | 1391 | 1561 | 2353 | 2774 | 2810 | 2973 | 3061 | 3077 | 3106 |
|               | 1968 | 1982 | 1990 | 2006 | 2013 | 2015 | 2017 | 2019 | 2020 | 2022 |